# Madžíd Madžídí
Madžíd Madžídí (persky مجید مجیدی‎, * 17. dubna 1959 Teherán) je íránský filmový režisér a scenárista. Vystudoval divadelní školu v Teheránu a působil jako herec, od roku 1981 točil dokumenty a v roce 1992 vytvořil svůj první hraný film Pašerák, který získal cenu pro nejlepší debut na festivalu Fadžr. Za film Otec obdržel režisér v roce 1996 cenu poroty na Mezinárodním filmovém festivalu v San Sebastiánu. Lyrická komedie o rodině z chudinské čtvrti Božské děti byla v roce 1998 nominována na Oscara za nejlepší cizojazyčný film. Dvakrát mu byla na montréalském festivalu udělena cena Grand Prix des Amériques: v roce 1999 za film Barva ráje, odehrávající se ve škole pro nevidomé děti, a v roce 2001 za sociální drama z prostředí afghánských imigrantů Déšť. Film Vrabčí cvrlikání získal v roce 2008 National Board of Review pro nejlepší neanglicky mluvený snímek, představitel hlavní role Reza Nadži získal Stříbrného medvěda za nejlepší herecký výkon na Berlinale. Roku 2015 natočil Madžídí nejdražší film v historii íránské kinematografie Mohamed, posel boží, který vzbudil diskuse ohledně vhodnosti ztvárnění náboženského námětu. Je čtyřnásobným držitelem ceny Křišťálový símurg pro nejlepšího režiséra (1997, 2001, 2005, 2008).